# كورنيل بورشيرس
كورنيل بورشيرس (بالألمانية: Cornell Borchers)‏ هي ممثلة ألمانية، ولدت في 16 مارس 1925 في ليتوانيا، وتوفيت في 12 مايو 2014 في ألمانيا.

## وصلات خارجية
- كورنيل بورشيرس على موقع IMDb (الإنجليزية)
- كورنيل بورشيرس على موقع روتن توميتوز (الإنجليزية)
- كورنيل بورشيرس على موقع مونزينجر (الألمانية)
- كورنيل بورشيرس على موقع ألو سيني (الفرنسية)
- كورنيل بورشيرس على موقع ميوزك برينز (الإنجليزية)
- كورنيل بورشيرس على موقع أول موفي (الإنجليزية)
- كورنيل بورشيرس على موقع قاعدة بيانات الأفلام السويدية (السويدية)
- كورنيل بورشيرس على موقع قاعدة بيانات الفيلم (الإنجليزية)
- كورنيل بورشيرس على موقع كينوبويسك (الروسية)